# Koni De Winter
Koni De Winter (ur. 12 czerwca 2002 w Antwerpii) – belgijski piłkarz występujący na pozycji obrońcy we włoskim klubie Genoa oraz w reprezentacji Belgii. Wychowanek włoskiego Juventusu.

## Kariera klubowa
Wychowanek klubów City Pirates Antwerp, Lierse SK, SV Zulte Waregem i Juventus. Karierę piłkarską rozpoczął w 22 sierpnia 2021 roku w drużynie Juventus U-23. 23 listopada 2021 zadebiutował w podstawowym składzie Juventusu w meczu Ligi Mistrzów przeciwko Chelsea. 9 lipca 2022 roku został wypożyczony do Empoli. 11 sierpnia 2023 roku został znów wypożyczony, tym razem do Genoi.

## Kariera reprezentacyjna
W 2017 roku zadebiutował w reprezentacji Belgii U-15. W latach 2019–2020 bronił barw juniorskiej reprezentacji Belgii U-19. Potem występował w młodzieżowej reprezentacji Belgii.

## Sukcesy
Juventus
- finalista Supercoppa Italiana: 2021